# オスマン時代のブルガリア
オスマン時代のブルガリアでは、14世紀末に第二次ブルガリア帝国がオスマン帝国によって征服されてから、18世紀末の民族再生運動（ブルガリア民族覚醒）直前までの時期のブルガリアについて述べる。

## 歴史

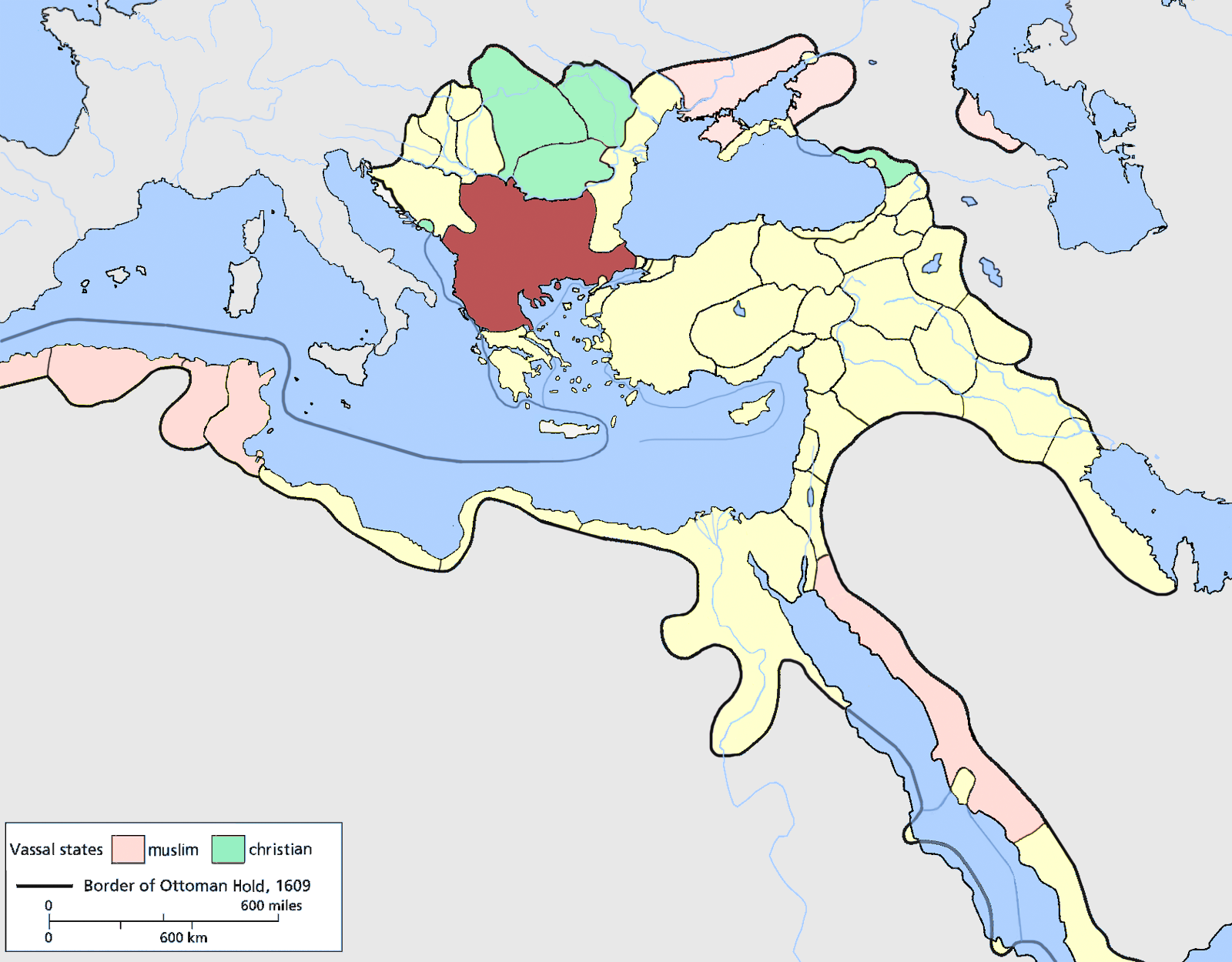
1609年当時のルメリアの領域

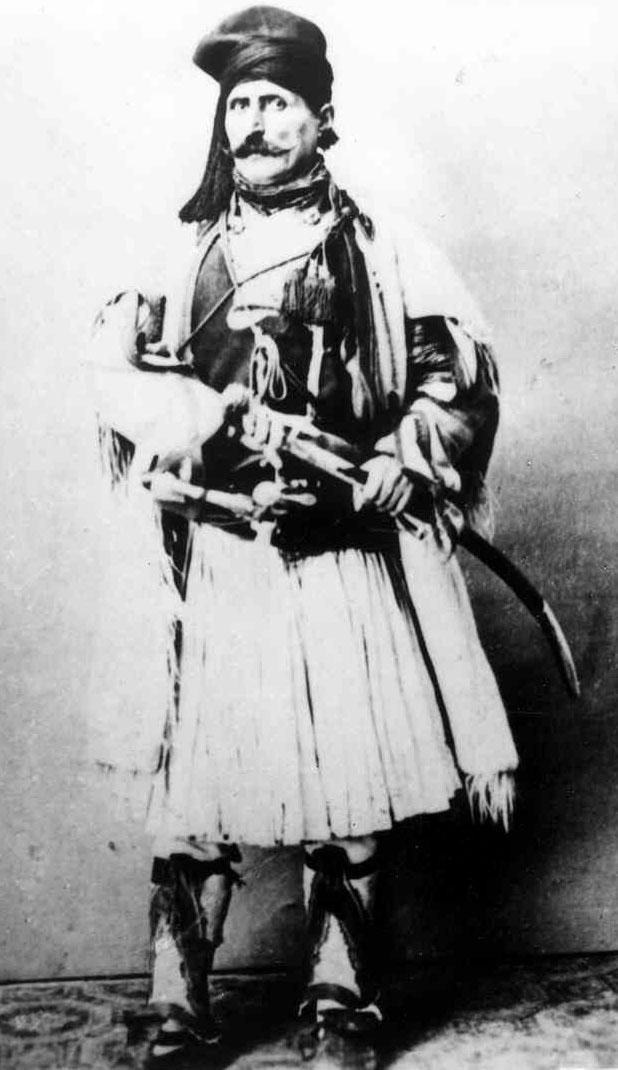
19世紀に活躍したハイドゥティンの一人イリョ・ヴォイヴォダ

オスマン帝国支配下のブルガリアはルメリアに区画され、ベイレルベイ（総督）によって統治されていた。オスマン帝国のブルガリア支配は抑圧と暴政が敷かれた印象を持たれ、ブルガリアが他のヨーロッパのキリスト教国とは異なる進路を辿っていたことを象徴する時代だと見なされている

。しかし、ブルガリアが常に抑圧を受けていたという観点には異論が唱えられており、オスマン帝国による暴力的な行為の多くは反乱への対処の際に生じたものだと説明もされている。抑圧、民族の歴史的発展の停滞という印象は民族再生運動が本格化する19世紀以降に作られたものであり、長期にわたるオスマン支配を一括りにしたものだと考えられている。オスマン時代初期のバルカン半島には経済発展が見られ、多くの非イスラム教徒もオスマンの支配を受容していた。
クロアチアやボスニアといった他のバルカン諸国と比べて、オスマン帝国の首都イスタンブールの近くに位置するブルガリアは西欧の影響を受けにくかった。要衝に住むブルガリア人には重税が課され、中央政府の政治腐敗の影響を直接受けていた。ギリシャ人やセルビア人と異なり、困窮したブルガリア人が人跡稀な地への逃亡という手段をとることは難しかった。ブルガリア人の中にはワラキア、モルダヴィア、オーストリア、ロシアに亡命する者もいた。また、オスマン帝国の方針により、アナトリア半島に居住していたイスラム教徒の遊牧民がブルガリアに移住させられ、イスラーム化、トルコ化が試みられた。
第二次ブルガリア帝国の首都タルノヴォ、皇帝イヴァン・スラツィミルが支配するヴィディンを征服したオスマン帝国は、1396年にブルガリアを直轄地に組み入れた。第二次ブルガリア帝国とヴィディン帝国の滅亡後もブルガリアではオスマン帝国に対する抗戦が続き、1404年にブルガリア皇帝イヴァン・シシュマンの遺児フルジンとイヴァン・スラツィミルの遺児コンスタンティンが指導する蜂起が起きる。バヤズィト1世死後の内争に乗じた2人の反乱はブルガリア人農民だけでなくワラキア、セルビアの支援も受け、多くの村が解放される。しかし、オスマン軍の反撃を受け、モラヴァ川の渓谷沿いとテムスカ川での戦闘で反乱軍は敗北する。敗北したフルジンはハンガリー王国に亡命し、1444年にハンガリー王ウラースロー1世、フニャディ・ヤーノシュらがバルカン半島のオスマン領に攻勢を仕掛けたとき、フルジンも遠征に参加した。フルジン以外のブルガリア人も戦闘に参加し、あるいは食料や物資を提供してハンガリー軍を支援した。
1598年にタルノヴォ地方で、ウィーン、ローマの教唆によるドゥブロヴニクの商人が指導する蜂起が発生する。蜂起にはブルガリア各地の高位聖職者が参加し、シシュマン朝の後裔を自称するシシュマン3世がブルガリア皇帝に擁立された。しかし、同盟者であるワラキアのミハイ勇敢公が撤退し、オーストリアからも援軍は送られず、残された民衆はオスマン政府から報復を受けた。1686年にはロシアから派遣される援軍を期待した反乱がタルノヴォで発生し、イヴァン・スラツィミルの後裔と考えられているロスティスラフ・スラツィミロヴィチが反乱軍の象徴とされた。反乱は失敗し、参加した多数の兵士は死亡し、スラツィミロヴィチは蜂起が終息した3年後にモスクワに帰還する。1688年にはオーストリア軍のベオグラード占領に鼓舞される形で、ブルガリア北西部のチプロフツィで蜂起が起きた（チプロフツィ蜂起）。
また、ソフィア付近の山岳地帯では、ハイドゥティンと呼ばれる匪賊がオスマン帝国の支配に抵抗していた。経済的に困窮した農民はハイドゥティンに身を落とし、隊商やオスマンの官吏、小部隊を襲撃した。1595年に2,000人のハイドゥティンがセルビア人部隊と協力してソフィアを攻撃した。ハイドゥティンたちの活躍は叙情詩にされ、民衆たちに伝えられる。
18世紀に入ると、ロシアが自国の解放者になるというブルガリア人の期待がより高まり、1768年から1774年にかけての露土戦争には陸軍中佐コラジン率いるブルガリアの義勇兵がロシア軍に加わった。1787年から1791年にかけての露土戦争、ロシアの勝利によって結ばれたヤッシーの講和により、ブルガリア独立の気運はより高まる。

## 行政組織、税制

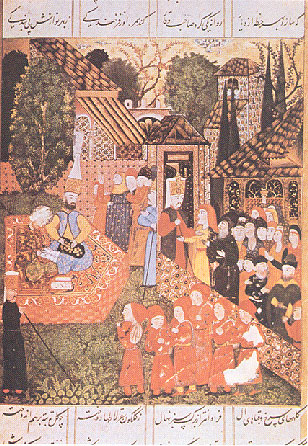
デウシルメによって徴用される男子

オスマン政府はブルガリアをヴィライェト（州）に分割して行政区画を再編し、それぞれのヴィライェトはベイレルベイの下に置かれるサンジャク・ベイやスバシによって支配されていた。ティマール制の下では、征服した土地の大部分はスルターン（オスマン皇帝）から直接、あるいはベイレルベイを通して、帝国の臣下に封土として下賜された。封土は土地から上がる収入に応じて区分され、20,000アクチェ以下のティマール、100,000アクチェ以下のゼアメト、それ以上のハッスの3つに分けられ、一般のスィパーヒー（騎士）にはティマールが与えられた。旧ブルガリア帝国の大貴族は没落したが、下級のブルガリア貴族は存続を許され、オスマン支配を受け入れた封建領主の中にはスィパーヒーに組み込まれた者もいた。ハッスはスルターンの一族や有力者の直轄領とされ、税制で優遇を受けていた。
封土の私有地化は禁止されており、土地を耕す自営農民が農業生産・税制の根幹になっていた。農民に土地の所有権は無く、割り当てられた農地を離れる事も認められていなかった。農民の耕作権は保証され、封土の所有者は農民の権利と農地の経営を保護する義務を負っていた。ティマール制が正常に機能している場合、封土に居住していた農民たちには特別税のみが課され、彼らの税負担は当時の西ヨーロッパの農奴に比べて軽かった。1680年代からの帝国の衰退に伴ってティマール制の崩壊も始まり、領主であるスィパーヒーは収入を確保するために土地の住民から厳しく税を取り立てるようになった。16世紀から17世紀にかけて財政危機に直面したオスマン帝国はベイレルベイを廃止し、代わりにヴァリと呼ばれる徴税官がブルガリアに赴任した。ブルガリア人の税負担は軽減されず、17世紀初頭に各世帯の資産平均の約3分の1だった税負担は、17世紀末には資産平均の45%超に増加する。
税の徴収の機会を除いて、オスマン帝国の役人がブルガリアの村落を直接訪れる事は滅多になかった。農村部の人間には人頭税（ジズヤ）のほかにデウシルメが課せられ、7歳から14歳までのキリスト教徒の男子がイェニチェリに徴用された。デウシルメで徴用された後に出世した人間が自分たちに便宜を図ることを期待して、デウシルメの適用をすすんで志願する村もあった。土地の中にはワクフ（宗教寄進財産）の対象とされたものもあり、モスク（イスラームの寺院）やマドラサ（イスラームの神学校）の運営などに充てられていた。時代が進むとキリスト教の教会や修道会にもワクフの所有が認められるようになった。免税が認められた村は、免税と引き換えに皇帝や役人のための作業を請け負った。作業の内容には、山道の監視、皇帝の鷹狩のための鳥の調達、村の温泉の水の都市への供給などが挙げられる。

## 宗教、言語
タルノヴォ陥落直後、ブルガリア人の学者や思想家の中には騒乱を避けてアトス山の修道院に逃れた者もいた。タルノヴォ陥落翌年の1395年にブルガリア正教会は廃止され、ブルガリア教会はコンスタンティノープル総主教の下に置かれることになった。このため、オフリド大主教座を除いたブルガリア教会の高位聖職者の大部分はコンスタンティノープルで任命されたギリシャ人で占められていた。しかし、管区には多くのブルガリア人司祭が任命され、ブルガリア人司祭はブルガリア人コミュニティの指導者的な役割を果たしていた。1767年にオフリド大主教座は廃止され、ギリシャ人がブルガリア内の教会の行事と教育を司るようになる。ブルガリア人聖職者はギリシャ人によって支配された状態にあるブルガリア教会の再独立を求め、18世紀末から兆候が表れ始めた民族再生運動は、聖職者たちの活動が端緒となった。また、16世紀と17世紀にはロシアの影響力の抑止を試みたローマ教皇庁とオーストリアによって、ブルガリアでのカトリックの布教が推進された。カトリックを信奉するブルガリア人も、独立運動に身を奉げていた。
オスマン帝国の住民は宗教によって区分され（ミッレト）、キリスト教徒のミッレトには自治が認められていた。キリスト教徒は一定の平和を享受する事が出来たがイスラム教徒と対等の地位を認められることはなく、教会建築、衣服の色には制限が加えられ、イスラム教徒よりも高い税金が課せられていた。教会・礼拝所の建築・改築には多大な費用、時間を要したが、ブルガリア各地で徐々に教会建築の運動が広がり、教会の建築は支配者の宗教であるイスラム教に対抗する意義を持ち始める。
現地のキリスト教徒と外来のイスラム教徒の融合、税の軽減などの個人的な目的による改宗により、ブルガリアのイスラム化は長い時間をかけて緩やかに進行していった。ブルガリア人のイスラム教への改宗の理由については、様々な意見が出されている。軍事・交通の要衝であるブルガリアではイスラム化が他の地域よりも強く推進され、ブルガリア人領主の中には土地を確保するために進んで改宗した者もいた。また、キリスト教の教会や修道院の財産の略奪の認可と引き換えに、村全体がイスラームに改宗した事例も存在する。17世紀後半にはロドピ山脈一帯の住民が改宗を強制される事件が多く起きるが、ヨーロッパを攻撃するオスマン軍の士気の高揚、あるいはロドピ山脈を通る道路をイスラム教徒に管理させることを試みたことが背景にあったと考えられている。改宗によって生まれたブルガリア語を話すイスラム教徒は、ポマクと呼ばれるようになる。ブルガリアの山間部には、改宗したスラブ系のイスラム教徒が多く居住していた。
イスラームに改宗した人間のうち、領主の多くはイスラーム化・トルコ化したが、農民の間ではブルガリア語とブルガリアの伝統文化が保たれていた。隔絶された村でブルガリア人が他の民族と混ざり合うことなく生活していたためにブルガリア語以外に伝統、伝承、祭礼も守られ、生き残ったブルガリア語はオスマン時代に一時的に断絶したブルガリア文学の再興に大きな役割を果たす。そして、村で生き残った宗教的な祭礼や祭日は、ブルガリア人の「国民」としての自覚を守り続ける。また、各地の村では修道士が教師を務め、ブルガリア人の識字能力の維持、ブルガリア語自体の発達に影響を与えた。

## 人口の遷移
多くのブルガリア人は農村に居住し、農村の規模は150人から200人ほどに収まっていた。村落の長老の中からクメット（村長）、クネズ（公）と呼ばれる役人が選出され、指導者を務めていた。都市に居住するブルガリア人の割合は17世紀初頭の時点では約2%ほどであり、オスマン帝国の占領直後に都市からブルガリア人が脱出した、あるいは追放されたことが理由の一つだと考えられている。
オスマン帝国のブルガリア征服直後、課税の対象とならない人間を除いたブルガリア人のキリスト教徒は、バルカン半島における帝国の人口の約3分の1を占めていた。しかし、16世紀初頭にブルガリア人キリスト教徒の割合は8%に低下していた。キリスト教徒の数が減少した理由については以下の理由が挙げられている。
- バルカン半島のオスマン領の拡大に伴い、ブルガリア人が人口に占める割合が低下した[34]
- キリスト教徒への迫害と社会不安[34]
- 疫病[34]
- ブルガリア人のイスラム教への改宗[34]

## 経済

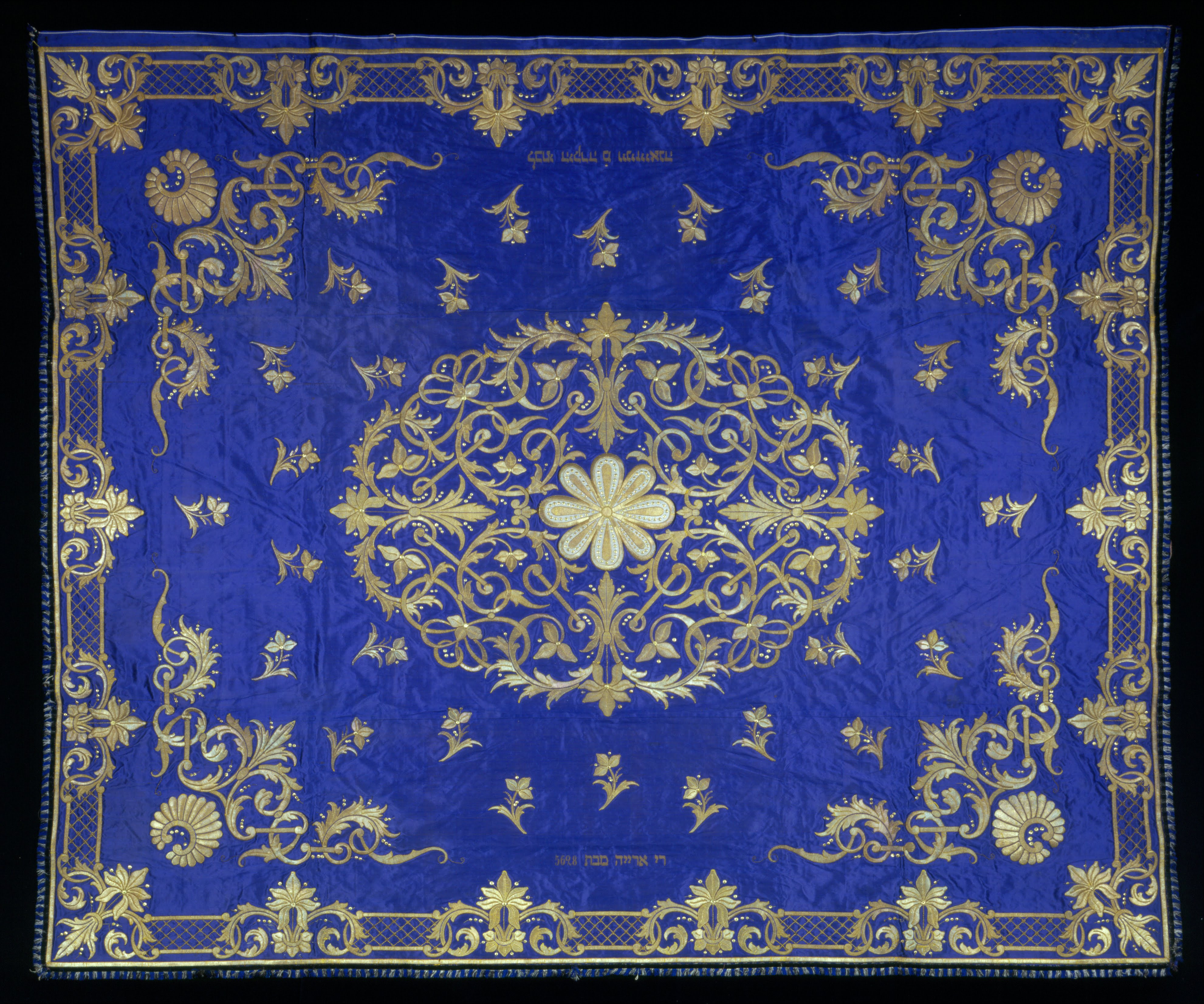
オスマン時代のブルガリアで生産された天蓋

オスマン時代のブルガリアは、首都イスタンブールへの穀物、家畜の供給地となっていた。イスタンブールを起点としてブルガリア内のプロヴディフ、ソフィアを通過する街道は、オスマン経済の要として機能していた。また、ダニューブ川沿岸のヴィディン、ニコポル、ルセ、シリストラは、中継貿易の拠点として繁栄を見せる。オスマン社会の商業ではギリシャ人、ユダヤ人、アルメニア人が主導的な役割を担っており、ブルガリア人商人はトランシルヴァニアなどの遠隔地で活動していた。キリスト教社会に財産を蓄えた人間が現れ始めると、ブルガリア人の間でも階層化が進んでいく。
オスマン帝国の商業活動の進展に伴い、ブルガリアでは皮革、毛織物、織物工業が発達していく。都市には西ヨーロッパのギルドに相当するエスナフと呼ばれる同業者団体が存在し、都市経済の中心に位置していた。ギルドと異なり、エスナフはオスマン政府が派遣した役人から強い干渉を受けていたため、独立性は低かった。ブルガリア人で構成されたエスナフの中では、織物業の組合が特に有名だった。

## 文化
ブルガリアを征服したオスマン帝国は文化の中心となっていた大都市を破壊し、多くの書物が失われた。だが、オスマン時代をブルガリア文化史の「暗黒時代」と断定する事はできず、オスマン時代のブルガリアを民族意識と伝統を守りながらも新たな文化が創造された時代と見なす向きもある。民謡、伝承、諺、なぞなぞといった口承文学が多く生み出され、それらの口承文学は無名の作家たちによって生み出され、誕生した当時の時代背景を反映していた。オスマン時代のブルガリア文化の発達は宗教的な形を取りながらも、民衆によって推進され、民族意識の保持に貢献したといえる。
一部の修道院には、オスマン時代より前のブルガリアの文書や芸術作品が保管されていた。それらの修道院は文化活動の中心地となり、「ダスカル」「グラマティク」「ジャク」と呼ばれた高度な知識を持つ修道士たちが、著述、写本の制作、翻訳に携わった。リラ修道院が著述活動の中心地となり、ヴラディスラフ・グラマティク、ヨシフ・プラダティらの修道士が活動した。16世紀から17世紀にかけては、エトロポールの至聖三者修道院が文筆活動の中心地となり、修道院には文書学校が設立された。修道院で生まれた文学作品には殉教者の伝記のほか、年代記、自然現象の記述、病気の治療法を記した実用的な書籍も製作された。教会の建築と並行して、装飾に使用される壁画、木彫りの彫刻の技法も発達を見せた。15世紀から16世紀にかけての期間に描かれたクレミコフツィ修道院とポガノヴォ修道院の壁画などが知られている。内陣、イコノスタシス、扉などの木製の装飾品には彫刻が施され、植物や動物をモチーフとしたアラベスクやロゼッタ模様が掘り込まれていることが多い。
第二次ブルガリア帝国時代に生まれたタルノヴォ派の文学活動は、ブルガリア国外に亡命した人間の中で続けられた。ブルガリア総主教エフティミィの弟子であるグリゴリイ・ツァムブラクは師と同じくタルノヴォ派に属し、『総主教エフティミィに奉げる頌辞』などの作品を残した。『総主教エフティミィに奉げる頌辞』では、タルノヴォの陥落、オスマン支配に苦しむブルガリア民衆の状況が克明に記述されている。1651年にはニコポル出身の司教フィリプ・スタニスラヴォフによって、ブルガリア語による初の印刷書籍である祈祷書『アバガル』がローマで出版された。
ブルガリアにはモスク、ハンマーム、キャラバンサライ、橋などのオスマン様式の建築物が多く建てられた。これらの建物の大部分は、ブルガリア人の設計を基に建てられたものである。